# تكامل بالتعويض
التكامل بالتعويض أو التكامل بتبديل المتغير (بالإنجليزية: Integration by substitution) أحد الطرق المستعملة في علم التفاضل والتكامل لحساب الاشتقاق العكسي.
لتكن الفترة {\displaystyle I\subseteq {\mathbb {R} }} و{\displaystyle g:[a,b]\to I\,} دالة قابلة للتفاضل. ولنفرض أن {\displaystyle f:I\to \mathbb {R} }. حينئذ
{\displaystyle \int _{a}^{b}f(g(t))g'(t)\,dt=\int _{g(a)}^{g(b)}f(x)\,dx.}
باستخدام التعويض {\displaystyle x=g(t)\,} ينتج {\displaystyle dx/dt=g'(t)\,} وبالتالي {\displaystyle dx=g'(t)\,dt}, وهو التعويض المطلوب لـ{\displaystyle dx\,}.
تستخدم هذه الصيغة لنقل التكامل إلى شكل آخر بحيث يكون سهل الحساب ويمكن أن تستخدم من اليمين لليسار والعكس.

## علاقته بالنظرية الأساسية للتكامل
يمكن اشتقاق التكامل بالتعويض من النظرية الأساسية للتكامل. لتكن ƒ وg  دالتين تحققان الفرض السابق hypothesis that ƒ متصلة على الفترة I و{\displaystyle g'\,} متصلة على الفترة المغلقة [a,b]. وبالتالي تكون الدالة {\displaystyle f(g(t))g'(t)} متصلة أيضا على [a,b]. وعليه فإن التكاملات
{\displaystyle \int _{g(a)}^{g(b)}f(x)\,dx}
و
{\displaystyle \int _{a}^{b}f(g(t))g'(t)\,dt}
موجودان بالفعل، وبقي أن نثبت أنهما متساويان.
بما أن ƒ متصلة، فإن لها مشتق عكسي F. الدالة {\displaystyle F\circ g} بالتالي تكون معرفة. بما أن F وg are قابلتان للتفاضل، تعطينا قاعدة السلسلة
{\displaystyle (F\circ g)'(t)=F'(g(t))g'(t)=f(g(t))g'(t).}
وبتطبيق النظرية الأساسية للتكامل مرتين تحصل على
{\displaystyle {\begin{aligned}\int _{a}^{b}f(g(t))g'(t)\,dt&{}=(F\circ g)(b)-(F\circ g)(a)\\&{}=F(g(b))-F(g(a))\\&{}=\int _{g(a)}^{g(b)}f(x)\,dx,\end{aligned}}}
وهي قاعدة التعويض.

## أمثلة
لنعتبر التكامل
{\displaystyle \int _{0}^{2}x\cos(x^{2}+1)\,dx}
باستخدام التعويض u == x2 + 1, نحصل على du == 2x dx و
{\displaystyle {\begin{aligned}\int _{x=0}^{x=2}x\cos(x^{2}+1)\,dx&{}={\frac {1}{2}}\int _{u=1}^{u=5}\cos(u)\,du\\&{}={\frac {1}{2}}(\sin(5)-\sin(1)).\end{aligned}}}
تم التعويض هنا من اليمين لليسار. من المهم التنويه أنه لما كانت النهاية الأسفل x == 0 تم ابدالها بـ u = 02 + 1 = 1, والنهاية الأعلى x = 2 ابدلت بـ u = 22 + 1 == 5, وبإعادة التعويض إلى اصله x لم يكن ضروريا.
لإبجاد التكامل
{\displaystyle \int _{0}^{1}{\sqrt {1-x^{2}}}\;dx}
يتوجب استعمال الصيغة من اليسار إلى اليمين:
التعويض x == sin(u), dx == cos(u) du مفيد لأن {\displaystyle {\sqrt {1-\sin ^{2}(u)}}=cos(u)} :
{\displaystyle \int _{0}^{1}{\sqrt {1-x^{2}}}\;dx=\int _{0}^{\frac {\pi }{2}}{\sqrt {1-\sin ^{2}(u)}}\cos(u)\;du=\int _{0}^{\frac {\pi }{2}}\cos ^{2}(u)\;du}
التكامل الناتج يمكن حسابه بواسطة التكامل بالتجزئة أو صيغة مضاعفات الزاوية متبوعة بتعويض مناسب أو أكثر.
لاحظ أيضا أن التكامل السابق ماهو إلا حساب لمساحة ربع الدائرة والذي كان بالإمكان إيجادة بقسمة مساحة الدائرة على 4 (و باعتبار نصف قطرها= 1 يصبح الناتج باي\4).

## الاشتقاقات العكسية
يمكن إيجاد المشتق العكسي بواسطة التكامل بالتعويض وذلك بدراسة العلاقة بين x وu, dx وdu وبالمفاضلة والتعويض.
يمكن استخدام الطريقة التالية لحل المثال السابق:
{\displaystyle {\begin{aligned}&{}\quad \int x\cos(x^{2}+1)\,dx={\frac {1}{2}}\int 2x\cos(x^{2}+1)\,dx\\&{}={\frac {1}{2}}\int \cos u\,du={\frac {1}{2}}\sin u+C={\frac {1}{2}}\sin(x^{2}+1)+C\end{aligned}}}
حيث C ثابت اختياري ثابت التكامل.

## تعويض المتغيرات المتعددة
يمكن استخدام التعويض مع الدوال ذات المتغيرات المتعددة.
هنا التعويض (v1,...,vn) = φ(u1, ..., un ) متداخلة وقابلة للتفاضل باستمرار، وتحويل التفاضلات
{\displaystyle dv_{1}\cdots dv_{n}=|\det(\operatorname {D} \varphi )(u_{1},\ldots ,u_{n})|\,du_{1}\cdots du_{n}}
حيث det(Dφ)(u1, ..., un ) يرمز إلى محدد مصفوفة جاكوبي محتويا على التفاضلات الجزئيةلـ φ . تعبر هذه الصيغة عن الحقيقة القائلة أن القيمة المطلقةلمحدد متجهات معطاة يساوي حجم متوازي السطوحالممدود.
وبتعبير أدق، تغيير صيغة المتغيرات تنص علية النظرية التالية:
نظرية. لتكن U, V  مجموعات مفتوحة في Rn and φ : U → V  an متداخلة دالة قابلة للتفاضل ولها مشتقات جزئية مستمرة، الجاكوبيان الذي لايحوي صفر لكلx في U. حينئذ لأي قيمة حقيقية، تدعم دمج تابع مستمر f, مع دعم مرتبط في φ(U),
{\displaystyle \int _{\varphi (U)}f(\mathbf {v} )\,d\mathbf {v} =\int _{U}f(\varphi (\mathbf {u} ))\left|\det(\operatorname {D} \varphi )(\mathbf {u} )\right|\,d\mathbf {u} .}
يمكن اضعاف شروط النظرية بعدة طرق. أولا شرط استمرارية اشتقاق φ يمكن ابداله بالافتراض الاضعف φ تكون قابلة للاشتقاق فقط ولها انعكاس مستمر هذا مضمون إذا كانت φ قابلة للاشتقاق باستمرار نظرية دالة المعكوس. بالمثل، الشرط Det(Dφ)≠0 يمكن عزله بتطبيق نظرية سارد. الكثير من الإصدارات العامة لهذه النتيجة لا زالت.

## تطبيقات في الاحتمالات
يمكن استخدام التعويض للإجابة على السؤال المهم في الاحتمالات: إذا علم أن متغير عشوائي {\displaystyle X} له كثافة احتمالية {\displaystyle p_{x}\,} ومتغير عشوائي آخر {\displaystyle Y\,} له صلة بـ {\displaystyle X\,} بالمعادلة {\displaystyle y=\Phi (x)\,}, فماهي كثافة الاحتمالية {\displaystyle Y\,}?
من السهولة بمكان الإجابة على السؤال السابق بالإجابة أولا بشكل طفيف على سؤال آخر: ماهو احتمال ان تأخذ {\displaystyle Y\,} قيمة في مجموعة فرعية معينة {\displaystyle S\,}? لنرمز لهذه الاحتمالية بـ {\displaystyle P(Y\in S)\,}. بالطلع، إذا كانت {\displaystyle Y\,} لها كثافة احتمالية{\displaystyle p_{y}\,} فستصبح الإجابة
{\displaystyle P(Y\in S)=\int _{S}p_{y}(y)\,dy,}
ولكن هذا لا يفيد لاننا لا نعلم py; فهي ما نبحث عنه من الوهلة الأولى. يمكننا التقدم خطوة بالنظر للمسألة في المتغير {\displaystyle X\,}. {\displaystyle Y\,} تأخذ قيمة في S كلما أخذت X قيمة في {\displaystyle \Phi ^{-1}(S)\,}, وعليه
{\displaystyle P(Y\in S)=\int _{\Phi ^{-1}(S)}p_{x}(x)\,dx.}
وبالتغيير من x إلى y نحصل على
{\displaystyle P(Y\in S)=\int _{\Phi ^{-1}(S)}p_{x}(x)~dx=\int _{S}p_{x}(\Phi ^{-1}(y))~\left|{\frac {d\Phi ^{-1}}{dy}}\right|~dy.}
وبدمج هذه مع المعادلة الأولى تصبح
{\displaystyle \int _{S}p_{y}(y)~dy=\int _{S}p_{x}(\Phi ^{-1}(y))~\left|{\frac {d\Phi ^{-1}}{dy}}\right|~dy}
وبالتالي
{\displaystyle p_{y}(y)=p_{x}(\Phi ^{-1}(y))~\left|{\frac {d\Phi ^{-1}}{dy}}\right|.}
في الحالة التي يكون {\displaystyle X\,} و{\displaystyle Y\,} معتمدا على متغيرات غير مترابطة، أي {\displaystyle p_{x}=p_{x}(x_{1}\ldots x_{n})\,}, و{\displaystyle y=\Phi (x)\,}, {\displaystyle p_{y}\,} يمكن إيجادها بالتعويض في متغيرات متعددة سبق نقاشها. وتكون النتيجة
{\displaystyle p_{y}(y)=p_{x}(\Phi ^{-1}(y))~\left|\det \left[D\Phi ^{-1}(y)\right]\right|.}